# 降聖州
降圣州，开国军，辽朝时设置的州。
降圣州故址在今内蒙古自治区赤峰市敖汉旗玛尼罕乡五十家子的孟克河左岸一级台地上，五十家村之西侧。本大部落东楼之地。辽太祖春月行帐多驻此。应天皇后述律平在这里生太宗耶律德光。辽穆宗建龙化州。四面各三十里，禁樵采放牧。先属延昌宫，後隶彰愍宫。统县永安县。本龙原府庆州县名。太祖平渤海国，破怀州永安迁到龙化州，建永安县。八百户。金朝废除。